# حوطة سلطانة (سيئون)

تعديل مصدري - تعديل

حوطة سلطانة هي إحدى قرى عزلة سيئون بمديرية سيئون التابعة لمحافظة حضرموت، بلغ تعداد سكانها 810 نسمة حسب تعداد اليمن لعام 2004. سميت القرية نسبة إلى امرأة تدعى سلطانة بنت علي الزبيدي إحدى أشهر النساء بحضرموت ذوي الجاه والذكر في القرن التاسع الهجري.